# Pleurobema taitianum
Pleurobema taitianum fue una especie de molusco bivalvo  de la familia Unionidae.

## Distribución geográfica
Fue  endémica de los  Estados Unidos.